# Mosteiro de Santa Maria de Huerta

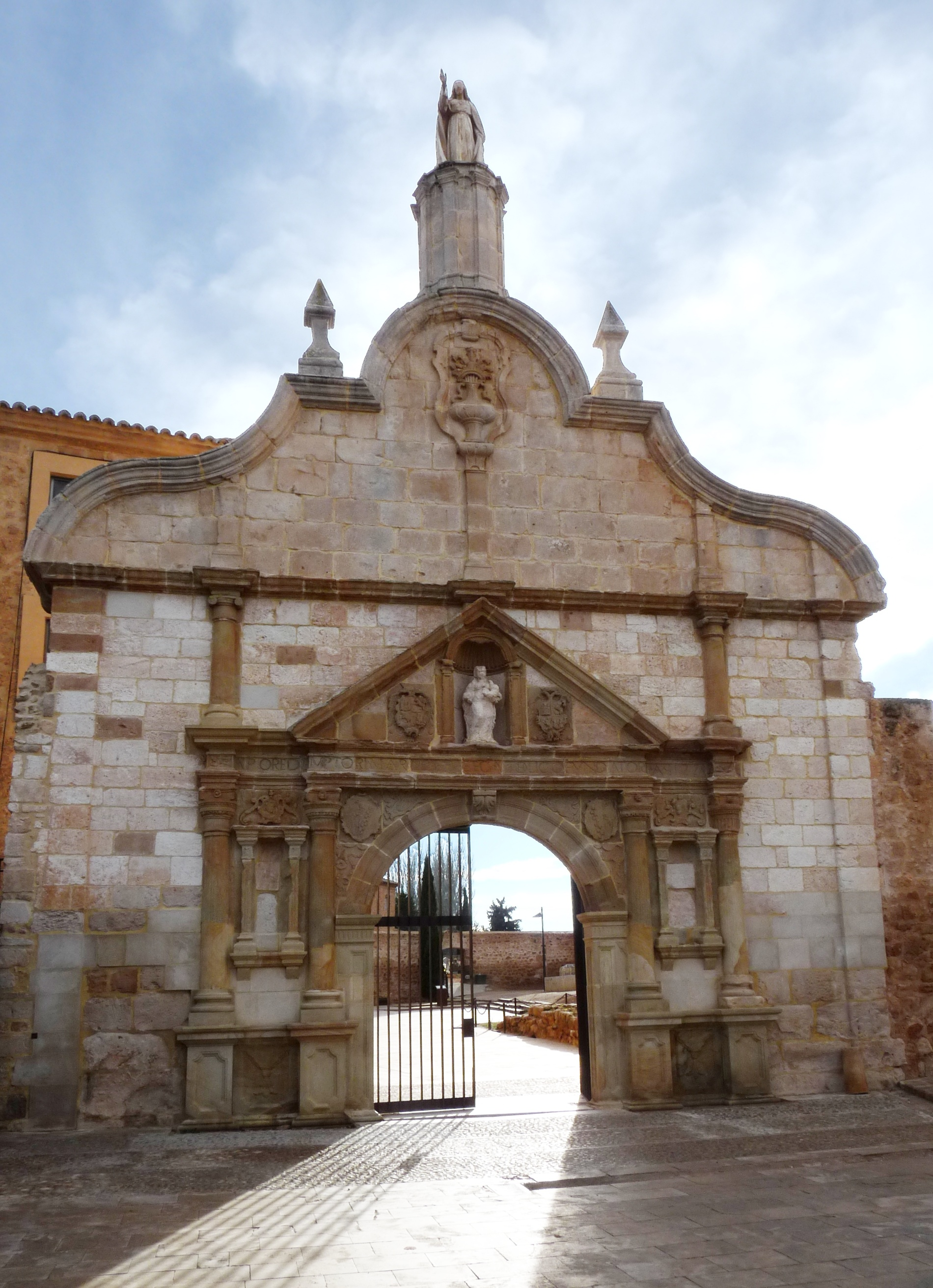
Entrada do Mosteiro de Santa Maria de Huerta.

O Mosteiro de Santa Maria de Huerta (espanhol : Monasterio de Santa María de Huerta) é um mosteiro cisterciense localizado em Santa María de Huerta, uma cidade da província espanhola de Soria, dentro da comunidade autónoma de Castela e Leão. A primeira pedra do edifício foi colocada por Alfonso VII de Leão e Castela em 1179.
Foi declarado monumento nacional em 1882.